# AMD Radeon 600系列
Radeon 600系列是由超微半导体开发的一系列图形处理器，為上一代 GCN 架構显卡的改版，仅面向代工生产厂商发售，该系列显卡定位于入门级市场，于 2019 年 8 月 13 日正式上市。值得一提的是，此系列显卡也支持 AMD FSR 加速，可以获得更好的游戏体验。